# Дикий, Иван Петрович
Иван Петрович Дикий — геолог Красноярского геологического управления. Родился в 1927 году в Канске. Участвовал в изучении Канско-Ачинского буроугольного бассейна. Удостоен Государственной премии СССР в 1981 году.